# Гокарна (Індія)

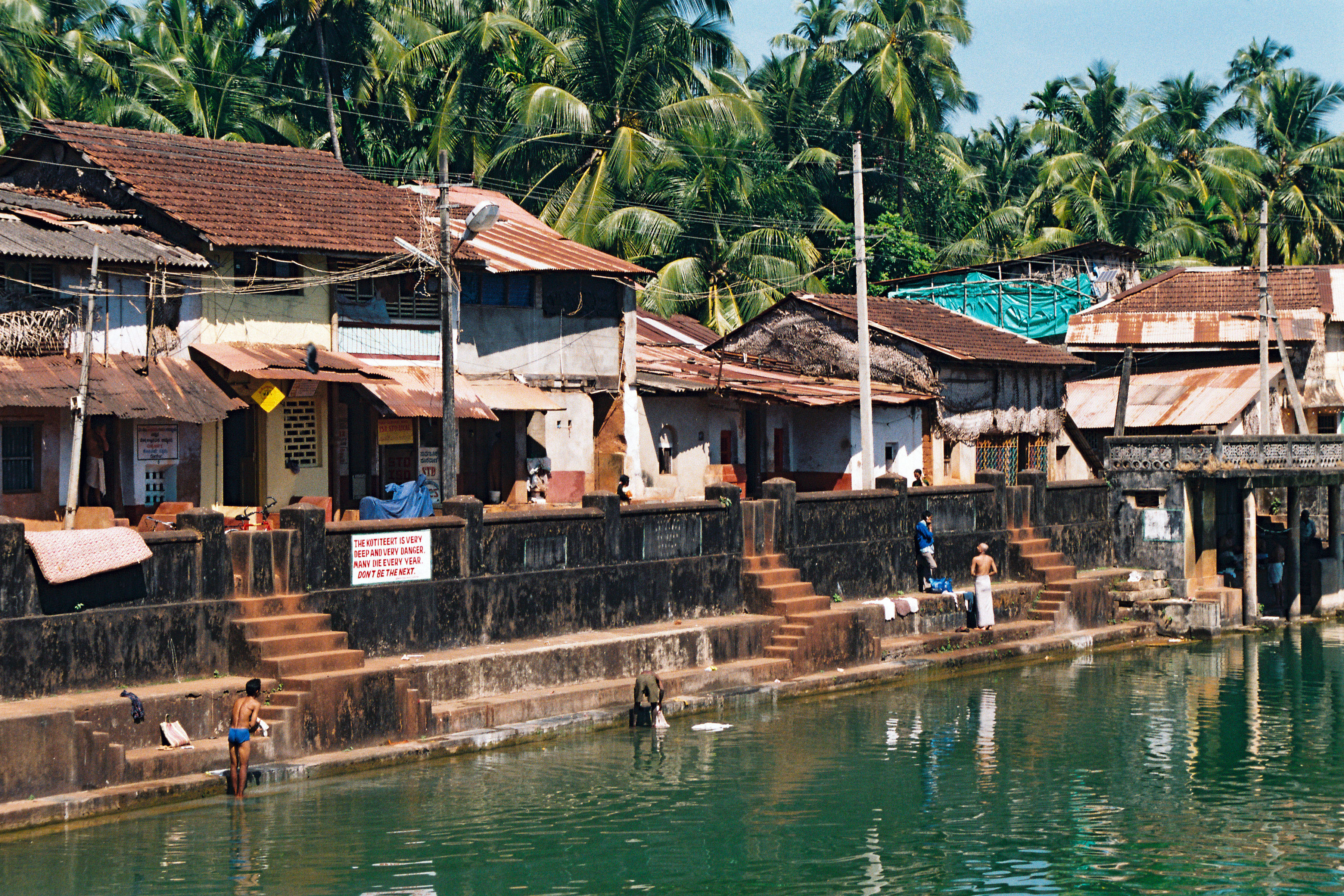
Громадські лазні в Гокарна

Гокарна - місто в окрузі Уттар-Каннада, штату Карнатака, Індія. Є важливим місцем паломництва в індуїзмі і популярним туристичним місцем. Це місто храмів часто згадується у священних текстах індуїзму. Тут розташоване одне з відомих мурті Шіви - лінгам Махабалешвара. Серед туристів особливою популярністю користуються пляжі Гокарни. 
У перекладі з санскриту означає гокарна «коров'ячий вухо». Згідно з легендою, в цьому місці Шива з'явився з вуха Прітхіві, що прийняла образ корови. 

## Значення Гокарни в індуїзмі
Згідно з Пуранами, одна з аватар Вішну, Парашурама, убивши всіх кшатріїв на землі 21 раз своєю гігантською сокирою, кинув її на землю. На цьому місці з води виступила територія сучасної Керали і частини узбережжя Карнатаки, включаючи місце, де зараз розташована Гокарна. У «Бхагават-пурані», Гокарна згадується як місце народження братів Гокарни і Дхундхакарі. Там також йдеться, що Баларама відвідав Гокарну під час паломництва по святих місцях. 
В іншій легенді описується як демонічний цар Ланки Раваан, здійснюючи аскезу на горі Кайлаш, отримав від Шиви атмалінгам. Шива попередив Равану, що лінгам залишиться там, де той покладе його на землю. Повертаючись на Ланку, Раван зупинився в Гокарні для вечірніх молитов. Ганеша, бажаючи перешкодити Равану, з'явився перед ним у вигляді хлопчика-брахмана і запропонував потримати лінгам поки Раван здійснював свої вечірні молитви. Щойно Раван передав лінгам Ганеші, той негайно поставив його на землю. Всі спроби Равана зрушити лінгам з місця зазнали невдачі. При цьому, покриви з лінгама розлетілися в різні боки: Суратхкал, Дхарешвар, Гунавантешвар, Мурудешвар і Шеджджешвар.

## Розташування
Гокарна розташована приблизно за 453 км від Бангалора, 240 км на північ від Мангалора і близько 59 км від Карварі, за 200 км на північ від Сараткала і Маніпала.  Вона знаходиться між річок Ганджавалі і Агнашіні і розташований на узбережжі  Аравійського моря. Він знаходиться 
До Гокарна можна добратися на автобусах і таксі від Кумта (36 км), Анколе (25 км) і Карварі (59 км) з національного шосе 17 (NH-17). З багатьох міст, Гоа, Бангалор і Мангалор,  їздять екскурсійні автобуси корпорації автомобільного транспорту (KSRTC) штату Карнатака.  Приватні автобуси (Vijayanand Roadlines - VRL, Sugama, Sea Bird та ін) працюють і вночі щодня відправляючись зі столиці Бангалора Гокарни.

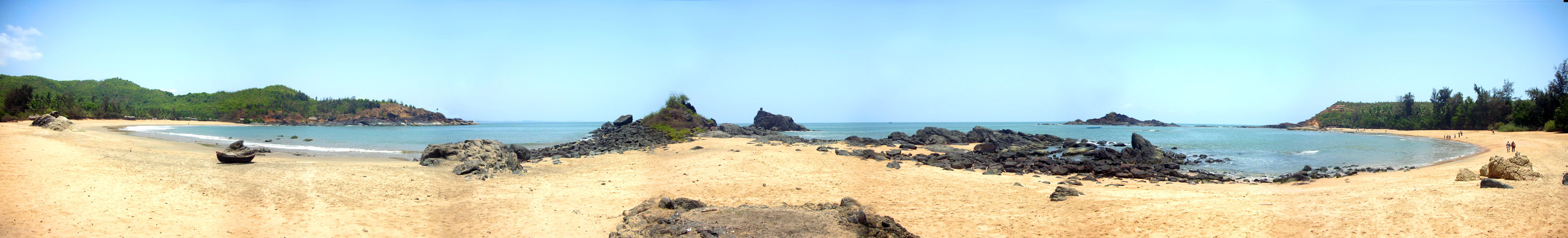
Панорама «Пляжу Ом» - одного з найвідоміших пляжів Гокарни.